# Феоктистова, Екатерина Алексеевна
Екатери́на Алексе́евна Феокти́стова (18.03.1915, г. Петроград — 05.01.1987, г. Снежинск Челябинской области) — советский учёный-исследователь в области физики быстропротекающих процессов, лауреат двух Сталинских премий и Государственной премии СССР.

## Биография
Родилась 18 (31) марта 1915 года в Петрограде. Отец — дворянского, мать — купеческого происхождения.
- 1933—1934 — техник-химик текстильной фабрики «Красная нить» в Харькове.
- 1934—1935 — студентка Харьковского университета.
- 1935—1937 — студентка Киевского индустриального института.
- 1937 — как отличница переведена на специальный факультет Ленинградского химико-технологического института, который окончила в 1939 году с красным дипломом по специальности «инженер-технолог».
- 1939—1941 — научный сотрудник и аспирант ЛХТИ.
- 1941—1942 — инженер-технолог Уральского отделения научного горного общества (Свердловск).
- 1942—1943 — старший инженер завода № 46 Наркомата вооружений (Свердловск).
- 1943—1945 — начальник лаборатории ОКБ-44 того же наркомата (г. Кунцево Московской области).
- 1945—1947 — научный сотрудник, старший научный сотрудник и одновременно аспирант ЛХТИ. В 1947 г. защитила кандидатскую диссертацию.
- декабрь 1947—1951 — старший научный сотрудник Лаборатории № 2 КБ-11 (г. Арзамас-16). Занималась исследованиями и отработкой взрывчатых материалов ядерного заряда. Была одним из основных исследователей наиболее мощного для того времени взрывчатого состава тротил/гексоген, который использовался в первых советских ядерных зарядах. Вместе с В. М. Некруткиным (1914—1968)[1] разработала взрывчатый состав с низкой скоростью детонации, который нашёл практическое применение.
- 1951—1952 — там же — руководитель экспериментальной группы по получению сверхсильных импульсных магнитных полей и мощных импульсных токов с использованием энергии взрыва.
- 1952 — июнь 1955 — начальник лаборатории КБ-11 по исследованию взрывчатого состава из гексогена и тротил-коллоксилиновой связки.
- Июнь 1955—1958 — формально переведённая в НИИ-1011 (Снежинск), продолжает работать в Арзамасе-16 над совершенствованием конструкции ядерных зарядов и изучением влияния излучения атомного реактора на взрывчатые материалы.
- с 1955 — в НИИ-1011 (ныне РФЯЦ-ВНИИТФ им. акад. Е. И. Забабахина): зав. лабораторией, с 1959 — начальник одного из газодинамических отделов, в 1979—1987 (после выхода на пенсию) — старший научный сотрудник.

## Награды и звания
Доктор технических наук (1970).
Лауреат премии Совета Министров СССР (1950 — за разработку новых взрывчатых составов), Сталинской премии второй (1951) и третьей (1953) степени, Государственной премии СССР (1970 — за разработку нового малогабаритного ядерного заряда, в котором был использован взрывчатый состав на основе октогена, существенно увеличивший энерговыделение).
Награждена орденами Ленина (1956), Трудового Красного Знамени (1951), медалями. Почётный гражданин г. Снежинска (1975).

## Семья
Мужья: до 1950 — Давид Абрамович Фишман, в 1950—1955 — Виктор Михайлович Некруткин, дважды лауреат Сталинской премии. Двое приёмных детей - Анатолий и Татьяна.